# Webtrees
webtrees est un logiciel de généalogie libre conversationnel en ligne, il exploite les fichiers de généalogie au format GEDCOM 5.5.1 et s'installe sur un serveur web utilisant PHP et MySQL.

## Historique
webtrees est  dérivé de PhpGedView. Il a été créé au début de 2010, lorsqu'une majorité des développeurs actifs de PhpGedView ont cessé d'utiliser SourceForge.net, à cause de problèmes d'exportation de logiciels cryptés,. Lors de la parution de la version 1.0.0 de webtrees, Tamura Jones a passé en revue et comparé les différences entre webtrees et PhpGedView.

## Caractéristiques
webtrees permet de gérer un ou plusieurs arbres généalogiques dans un strict respect de la norme GEDCOM. Il dispose de fonctions d’importation et d’exportation totale ou partielle (panier de données) selon ce format. Les données sont présentées sous forme de pages individuelles ou familiales, sous forme de listes ou de rapports, ainsi que sous diverses formes de diagrammes : arbre interactif, sablier, arbre compact, etc. On peut également calculer les parentés entre individus ou comparer leurs périodes de vie.
La conception modulaire du programme permet de personnaliser les thèmes et les diagrammes ou d’ajouter de nouvelles fonctionnalités. Un module basé sur Google Maps permet le repérage géographique des évènements ou la création de cartes d’ascendance.
webtrees dispose de plusieurs niveaux d’accès permettant de contrôler finement la nature des informations auxquelles les différentes catégories d'utilisateurs ont droit. Les images associées bénéficient également de ces réglages et peuvent en plus recevoir un filigrane.
webtrees peut s’adapter à de multiples langues ou cultures. Il est ainsi possible de choisir le calendrier  grégorien,  julien,  hébraïque,  musulman, etc. et d’en afficher simultanément un autre, par exemple le calendrier républicain. On peut aussi choisir le mode de transmission du nom :  patrilinéaire avec ou sans transmission à l’épouse,  matrilinéaire,  espagnol,  islandais, etc.